# Seututie 506
Pour les articles homonymes, voir Route 506.
La route régionale 506 (finnois : Seututie 506) est une route régionale allant de Kaavi jusqu'à Juuka  en Finlande.

## Présentation
La route 506 est une route régionale de Carélie du Nord et de Savonie du Nord.
Le point de départ de la route 506 est Luikonlahti, à 13 km du village central de Kaavi, à 33 km du centre-ville d'Outokumpu et à 19 km du village central de Tuusniemi.

## Parcours
- Luikonlahti, Kaavi
- Sivakkavaara (7 km)
- Niinivaara (14 km)
- Kajoo (27 km)
- Polvela (41 km)
- Juuka (52 km)